# Heteropogon mesasiaticus
Heteropogon mesasiaticus är en tvåvingeart som beskrevs av Pavel Lehr 1970. Heteropogon mesasiaticus ingår i släktet Heteropogon och familjen rovflugor. Inga underarter finns listade i Catalogue of Life.